# ダニエル・エストラーダ
ダニエル・エストラーダ（Daniel Estrada 、1985年5月4日 - ）は、メキシコの男性プロボクサー。 メキシコシティ出身。

## 来歴
2004年6月5日、プロデビューを果たし4回判定勝ちで白星でデビューを飾った。
2005年7月20日、ホセ・エリミオ・ペレアと対戦し4回1-2の判定負けでキャリア初黒星がついた。
無敗をキープし2009年2月20日、ホエル・オルテガとCABOFEカリブライト級王座決定戦を行い8回TKO勝ちで王座獲得に成功した。
その後2度防衛し2009年9月15日、カルロス・ラモン・マイレアとWBC世界ライト級ユース王座決定戦を行い3回KO勝ちで王座獲得に成功した。
ユース暫定王座から正規王座に昇格し3度防衛したエストラーダは2度CABOFE王座も防衛に成功する。
2010年9月11日、レイエス・サンチェスとWBC世界ライト級シルバー王座決定戦を行い12回1-2の判定負けを喫し王座獲得に失敗した。
2011年3月11日、アルツロ・ゴメスとWBCアメリカ大陸ライト級王座決定戦を行い7回3-0の負傷判定勝ちを収め王座獲得に成功した。
2011年9月24日、レネ・ゴンサレスとFECARBOX中米ライト級王座決定戦を行い11回終了時にゴンサレスが棄権した為TKO勝ちを収めで王座獲得に成功した。
2012年8月11日、アドリアン・バルデホとWBC世界ライト級シルバー王座決定戦を行い、11回29秒TKO勝ちを収め王座獲得に成功した。
2012年11月24日、荒川仁人と対戦し左目を腫らしながらもなんとか戦うも10回終了3-0（2者が98-92、99-91）の負傷判定勝ちを収め初防衛に成功した。試合後、カンクンで開催中のWBC年次総会で荒川陣営の不服申し立てを受けてWBCは再戦を支持、エストラーダ陣営も再戦に合意し再戦する見通しとなったのだが、エストラーダが拒否したため再戦は中止となった。
2013年4月19日、イサイス・サントス・サンパイオと対戦し、6回TKO勝ちを収め2度目の防衛に成功した。
2014年8月16日、スタブハブ・センターでWBC世界ライト級王者のオマール・フィゲロアと対戦し、9回1分TKO負けを喫し王座獲得に失敗した。
2015年1月31日、O2アリーナでケビン・ミッチェルとWBC世界ライト級挑戦者決定戦を行い、8回1分12秒TKO負けを喫しホルヘ・リナレスへの挑戦権獲得に失敗した。

## 獲得タイトル
- CABOFEカリブライト級王座
- WBC世界ライト級ユース暫定王座(後に正規王座に昇格)
- WBC世界ライト級ユース王座
- WBCアメリカ大陸ライト級王座
- FECARBOX中米ライト級王座
- WBC世界ライト級シルバー王座